# هوكوتو (ياماناشي)
مدينة هوكوتو (بالإنجليزية: Hokuto)‏ هي أحد المدن التابعة لمحافظة ياماناشي. تأسست رسميًا في 01/11/2004. ويقدر عدد سكانها بـ 47754 نسمة حسب تقدير مكتب الإحصاء الياباني لعام 2012. تبلغ مساحة هوكوتو 602.89 كم2. بكثافة سكانية تبلغ 79.2 نسمة/كم2.

## المناخ
يظهر الجدول التالي التغييرات المناخية على مدار السنة لهوكوتو:
| البيانات المناخية لـهوكوتو                  | البيانات المناخية لـهوكوتو | البيانات المناخية لـهوكوتو | البيانات المناخية لـهوكوتو | البيانات المناخية لـهوكوتو | البيانات المناخية لـهوكوتو | البيانات المناخية لـهوكوتو | البيانات المناخية لـهوكوتو | البيانات المناخية لـهوكوتو | البيانات المناخية لـهوكوتو | البيانات المناخية لـهوكوتو | البيانات المناخية لـهوكوتو | البيانات المناخية لـهوكوتو | البيانات المناخية لـهوكوتو |
| الشهر                                       | يناير                      | فبراير                     | مارس                       | أبريل                      | مايو                       | يونيو                      | يوليو                      | أغسطس                      | سبتمبر                     | أكتوبر                     | نوفمبر                     | ديسمبر                     | المعدل السنوي              |
| ------------------------------------------- | -------------------------- | -------------------------- | -------------------------- | -------------------------- | -------------------------- | -------------------------- | -------------------------- | -------------------------- | -------------------------- | -------------------------- | -------------------------- | -------------------------- | -------------------------- |
| متوسط درجة الحرارة الكبرى °م (°ف)           | 4.5 (40.1)                 | 5.4 (41.7)                 | 9.3 (48.7)                 | 15.7 (60.3)                | 20.1 (68.2)                | 23.0 (73.4)                | 26.6 (79.9)                | 28.2 (82.8)                | 23.7 (74.7)                | 17.9 (64.2)                | 12.6 (54.7)                | 7.4 (45.3)                 | 16.2 (61.2)                |
| المتوسط اليومي °م (°ف)                      | −0.4 (31.3)                | 0.2 (32.4)                 | 3.7 (38.7)                 | 9.6 (49.3)                 | 14.3 (57.7)                | 18.0 (64.4)                | 21.6 (70.9)                | 22.6 (72.7)                | 18.7 (65.7)                | 12.7 (54.9)                | 7.3 (45.1)                 | 2.3 (36.1)                 | 10.9 (51.6)                |
| متوسط درجة الحرارة الصغرى °م (°ف)           | −5.2 (22.6)                | −4.8 (23.4)                | −1.5 (29.3)                | 3.9 (39.0)                 | 9.2 (48.6)                 | 13.9 (57.0)                | 17.8 (64.0)                | 18.6 (65.5)                | 14.7 (58.5)                | 8.2 (46.8)                 | 2.5 (36.5)                 | −2.5 (27.5)                | 6.2 (43.2)                 |
| الهطول مم (إنش)                             | 39.8 (1.57)                | 42.7 (1.68)                | 76.6 (3.02)                | 80.8 (3.18)                | 102.8 (4.05)               | 146.4 (5.76)               | 153.6 (6.05)               | 139.4 (5.49)               | 170.0 (6.69)               | 113.4 (4.46)               | 50.9 (2.00)                | 29.6 (1.17)                | 1٬145٫8 (45.11)            |
| المصدر: وكالة الأرصاد الجوية اليابانية(JMA) |                            |                            |                            |                            |                            |                            |                            |                            |                            |                            |                            |                            |                            |

## أعلام
- مايومي أساكا